# István herceg
István herceg (1332. augusztus 20. – 1354. augusztus 9.) Károly Róbert és Łokietek Erzsébet legkisebb fia volt. I. Lajos fiatalabbik öccse. 1350-től Horvátország és Szlavónia hercege címét viselte, de a tényleges kormányzás Lackfi István kezében maradt.

## Élete
Nevelője és tanítója Vilemovi Ulrik fia László a prágai egyházmegye klerikusaként került a magyar udvarba, ahol számos javadalomban részesült.
Az I. Károly és Róbert nápolyi király 1333-ban kötött egyezség értelmében István hercegnek Máriát, I. Johanna nápolyi királynő húgát kellett volna elvennie. Még az ő életében megkapta a Szlavónia hercege (névleges) címet.
1342-ben elhunyt Károly király, 1343-ban pedig Róbert nápolyi király. A nápolyi udvar belharcai következtében 1343-ban Máriát Durazzói Károlyhoz adták feleségül, hogy kikerüljék a magyar hatalmi igényeket. 1345-ben Nápolyban meggyilkolták András herceget. Válaszul 1347-ben Lajos király megindította első nápolyi hadjáratát, amelynek során 1348-ban Aversában fejét vétette Durazzói Károlynak. Lajos 1349-ben ismét felvetette István és Mária házasságának kérdését Guido bíboros, pápai követ béketervezetének részeként, de ezt Johanna meghiúsította. Lajos követelte a nápolyi királyság István herceg részére történő átadását, ez azonban a pápa ellenállásán végül megbukott.
1347-ben a magyar udvar (curia) Visegrádról Budára költözött, s itt István herceg saját udvara (aula) is kialakult 1349-re, amikor honorbirtokként megkapta Sáros és Szepes vármegyét, az év végén pedig az Erdély hercege címet.
1350-től a Horvátország–Dalmácia és Szlavónia hercege címet viselte, majd Lajos második nápolyi hadjárata idejére Magyarország régenshercege is lett, királyi jogok nélkül. Kormányzatát horvát–dalmát és szlavón bánként 1350-ben Ugali Pál volt országbírói protonotárius, az ország kormányzatában pedig Erzsébet (anya)királyné segítette. Lajos hazatérte után Lackfi István lett a horvát–dalmát és szlavón bán, István hercegsége megszűnt, de ténylegesen megkapta Erdélyt. A herceg liptó és kőrösi ispánját, Gönyűi Tamást nevezte ki erdélyi vajdává. 1351-ben megvált erdélyi hercegi címétől, s ezután Szepes és Sáros föld hercege volt. 1352-ben élesedett a nemzetközi helyzet, Dusán István szerb király elfoglalta Bosznia déli részét, Lajos pedig szerződést kötött Genovával Velence ellen. István ismét megkapta Horvátországot, Szlavóniát és Dalmáciát, lemondva Szepesről és Sárosról. 1353 elejétől Zágrábban rendezte be udvarát, bánnak anyja bizalmasát, Hahót nembeli Alsólendvai Bánfi Miklóst nevezte ki.
István herceg 1354 nyarán részt vett bátyja szerbiai hadjáratában, ahol járványnak esett áldozatul, augusztus 9-én hunyt el.

## Családja
Felesége Margit, IV. (Bajor) Lajos német-római császár leánya, akivel 1350. szeptember 19-én kötött házasságából két gyermeke született.
- János (1351–1360) Szlavónia hercege [13]
- Erzsébet.